# Give it to me (Patricia Paay)
Give it to me is een single van Patricia Paay uit 1980. Op de B-kant staat het nummer Back to business; er zijn ook singles geperst waarop dit de tweede A-kant is. De single werd geproduceerd door Richard de Bois en gearrangeerd door Tom Salisbury. Het lied verscheen niet op een reguliere elpee van Paay. De eerste keer dat deze titel op digitaal formaat werd uitgegeven, was op de vier CD box set waarop de LP's 'Beam of Light', 'The Lady is a Champ', 'Malibu Touch' en 'Playmate' staan. Deze eenmalige EMI-uitgave zag het licht in 2006.
De tweede, digitale release van Give it to me verscheen in 2024 op de CD box set 'Forever Young'; ditmaal van de originele, analoge master tape.

## Hitnoteringen
Bij Veronica bleef de single in de Tipparade steken. Wel drong hij door tot de Nationale Hitparade, waarin hij twee weken bleef staan.
Nationale Hitparade
| Hitnotering: van 17-5-1980 t/m 24-5-1980 | Hitnotering: van 17-5-1980 t/m 24-5-1980 | Hitnotering: van 17-5-1980 t/m 24-5-1980 | Hitnotering: van 17-5-1980 t/m 24-5-1980 |
| Week:                                    | 1                                        | 2                                        |                                          |
| ---------------------------------------- | ---------------------------------------- | ---------------------------------------- | ---------------------------------------- |
| Positie:                                 | 44                                       | 40                                       | uit                                      |